# Košíky
Košíky är en ort i Tjeckien.   Den ligger i distriktet Okres Uherské Hradiště och regionen Zlín, i den östra delen av landet, 240 km öster om huvudstaden Prag. Košíky ligger 267 meter över havet och antalet invånare är 406.
Terrängen runt Košíky är kuperad åt nordväst, men åt sydost är den platt. Runt Košíky är det ganska tätbefolkat, med 124 invånare per kvadratkilometer. Närmaste större samhälle är Zlín, 20,0 km öster om Košíky. I omgivningarna runt Košíky växer i huvudsak blandskog.